# Advanced Squad Leader
Advanced Squad Leader (ASL) är ett taktiskt brädspel som simulerar strider under Andra världskriget på kompani- eller bataljonnivå. Spelet utvecklades av Avalon Hill 1977 men produceras idag av Multi-Man Publishing (MMP) under licens från Avalon Hill.
Det är ett detaljerat regelsystem för två eller fler spelare (med möjlighet att även spela ensam). Komponenter till spelet är bland annat grundreglerna Advanced Squad Leader Rulebook (2:a upplagan gavs ut 2001) samt flera olika moduler. ASL-moduler innehåller allt som behövs för att kunna spela, speciellt spelplaner och brickor. Spelplanerna är indelade i hexagoner för att reglera eldgivning och förflyttning, samt avbilda terräng som representerar historiska platser. Brickorna är gjorda av papp och representerar grupper av soldater, besättning, individuella ledare, understödsvapen, tunga vapen och fordon.
Trots spelets pris ($80 för grundreglerna plus $95 för grundmodulen, totalt ca 1060 kr) och den dyra listan med nödvändiga förutsättningar för varje ny modul har spelet blivit populärt och nya moduler produceras fortfarande 20 år efter att spelet publicerades för första gången. En aktiv världsspridd hobbygemenskap har växt fram och frodas runt ASL, bland annat turneringar, webbplatser, klubbar och fanzine.
ASL tilldelades under 2006 tre Charles S. Roberts Award - "Best World War Two Boardgame" (bästa Andra världskrigetbrädspel), "Best Wargame Graphics" (bästa krigsspelsgrafik), "James F. Dunnigan Award" - och ett International Gamers Award - "Outstanding Historical Simulation" (utmärkt historisk simulering).

## Historik
ASL publicerades första gången av Avalon Hill 1985 och var uppföljare till det framgångsrika Squad Leader, som ASL baseras på. När den fjärde och den femte versionen av Squad Leader gavs ut fanns det fyra separata regelböcker som var dåligt integrerade och på vissa ställen motsägelsefulla. Spelet hade vuxit från den första publikationen 1977 och Avalon Hill övertygades av spelets anhängare att det var i behov av att strömlinjeformas. Resultat blev Advanced Squad Leader där grundregelboken samt en grundmodul - antingen Beyond Valor eller Paratrooper - krävdes för att kunna spela. ASL var det första av Avalon Hills "avancerade" (en: advanced) spel - de andra var Advanced Civilization och Advanced Third Reich. 
När Avalon Hill gick i konkurs köpte Hasbro rättigheterna till alla Avalon Hills spel. Senare, 15 januari 1999, slöts ett avtal mellan Hasbro och Multi-Man Publishing (MMP) där MMP blev officiell producent och distributör för Advanced Squad Leader. MMP gjorde flera förändringar av regelsystemet vilket resulterade i en ny version av grundreglerna samt flera moduler.

## Regelboken
Regelboken, Advanced Squad Leader Rulebook, var revolutionerande i sin design bland konfliktspel. Boken var baserad på verkliga militära handböcker och bestod av lösa sidor i en pärm. Varje kapitel var färgkodat och skildes åt av ljust färgade "avdelare" gjorda i styvt papper med tabeller och diagram tillhörande kapitlet. Rättelser tillhandahölls regelbundet och kom i form av nya och uppdaterade sidor som ersatte äldre sidor.
Första upplagan av regelboken innehöll kapitlen A, B, C, D, H, J och N. Kapitel N var en visuell inventering av alla spelmarkörer inkluderade i Beyond Valor och andra påföljande moduler, men underhölls inte till fullo när nya moduler släpptes. Själva regelsystemet var mer strömlinjeformat än reglerna för Squad Leader och många nya procedurer och regler introducerades som gjorde spelet mer invecklat samt ökade speltiden. Regeltexten med dess många förkortningar och byråkratiskt språk gjorde att den såg mycket teknisk ut och skilde sig från "konventionella" regelböcker.
Den andra och nuvarande upplagan av regelboken publicerades av Multi-Man Publishing under början av 2001. Upplagan var uppdaterad med alla tidigare rättelser - uppdateringar till kapitel A, B, C, D, H (Tyskar/Ryssar) och J samt kapitel E (tidigare endast tillgänglig i modulen Yanks) och kapitel K Days 1-8 (tidigare endast tillgänglig i modulerna Paratrooper (Days 1-6) och Pegasus Bridge samt ASL Journal #2 (Day 8)). Regler associerade med moduler i Historical Study-serien och tidningen ASL Journal infogades i ett nytt kapitel, Z.
Utöver det underhålls inte längre kapitel N i den andra upplagan - alla sidor i kapitlet har tagits bort från nytryckta moduler. Regelboken innehåller även material som inte behandlats i tidigare rättelser. Även vissa kosmetiska förändringar skiljer andra upplagan från den första.

## ASL-moduler
Här följer en lista på moduler till Advanced Squad Leader med datum då de släpptes. Det fanns komplexa förutsättningar för i stort sett alla moduler efter att Beyond valor och Paratrooper släppts. Andra utgåvan av nedanstående moduler har fått omorganiserade spelplaner och tillhörande regelkapitel.
- 1—Beyond Valor (1985)
- 2—Paratrooper (1986)
- 3—Yanks (1987)
- 4—Partisan! (1987)
- 5—West of Alamein (1988)
- 5a—For King and Country (2004)
- 6—The Last Hurrah (1988)
- 7—Hollow Legions (1989)
- 8—Code of Bushido (1990)
- 9—Gung Ho! (1991)
- 10—Croix de Guerre (1992)
- 11—Doomed Battalions (1998)
- 12—Armies of Oblivion (2006)
- 13—Rising Sun (2013)
- 14—Hakkaa Päälle (2015)

Den ursprungliga modulen West of Alamein, som Avalon Hill gav ut, innehöll hela brittiska/Samväldets enhetsstruktur. Senare nyutgåvor från Multi-Man Publishing har fått innehållet omorganiserat och blivit uppdelat i två moduler - andra utgåvan av West of Alamein och den nya For King and Country.

## ASL Starter Kit
Eftersom nybörjare till ASL-hobbyn kan ha svårt att lära sig 200 sidor regler snabbt och enkelt introducerades de så kallade Starter Kits (ungefär startpaket på svenska) 2004. Tillsammans med spelplaner gav paketen nybörjare till ASL allt de behövde för att komma igång med spelet utan att behöva läsa alltför mycket regler. Varje startpaket innehåller en liten regelbok som beskriver så få regler som möjligt för att kunna spela spelet. Varje paket är koncentrerat kring en speciell aspekt av ASL.
- 1—ASL Starter Kit 1 (infanteri)
- 2—ASL Starter Kit 2 (understöd)
- 3—ASL Starter Kit 3 (fordon)